# Turistická značená trasa 7207
 Turistická značená trasa 7207 je 6 km dlouhá žlutě značená trasa Klubu českých turistů v okresech Trutnov a Semily spojující Vrchlabí a Žalý. Její převažující směr je severozápadní. Závěrečná část trasy se nachází na území Krkonošského národního parku.

## Průběh trasy
Turistická trasa má svůj počátek v centru Vrchlabí na rozcestí, kde přímo navazuje na žlutě značenou trasu 7201 ze Strážného, prochází přes něj červeně značená trasa 0406 z místního nádraží na Luční boudu a jsou zde výchozí modře značená trasa 1810 na Hrnčířské Boudy a zeleně značená trasa 4211 do Jilemnice.
Trasa vede nejprve západním směrem v souběhu s trasou 4211 kolem kláštera Augustiniánů, hřbitova a přes silnici II/295 do místní části Třídomí, kde souběh končí. Trasa 7207 poté stoupá samostatně po asfaltové komunikaci loukami kolem Kaple svaté Anny a čtrnácti svatých pomocníků, Kněžického vrchu do osady Kněžice a dále do sedla Křížovky. Zde se nachází rozcestí s výchozí modře značenou trasou 1900 do Valteřic. Trasa 7207 odtud stoupá k severu nejprve přes louku po asfaltové komunikaci a posléze lesem po pěšinách jižním svahem Žalého. Pod vrcholem vede 0,5 km v souběhu s červeně značenou Bucharovou cestou, na samotný vrchol s rozhlednou ale přichází samostatně. Z vrcholu pokračuje k východu k nedaleké horní stanici lanové dráhy z Herlíkovic, kde končí bez návaznosti na žádnou další turistickou trasu.

## Historie
Trasa byla původně vyznačena jen na rozcestí s Bucharovou cestou v úbočí Žalého, úsek na přes vrchol k horní stanici lanovky byl vyznačen později.

## Turistické zajímavosti na trase
- Kostel svatého Vavřince ve Vrchlabí
- Krkonošské muzeum Vrchlabí
- Klášter Augustiniánů ve Vrchlabí
- Kaple svaté Anny a čtrnácti svatých pomocníků
- Studánka V Koleně
- Studánka Žalý
- Pomník obětem fašismu na Žalém
- Vrchol Žalého s rozhlednou
- Lanová dráha Herlíkovice - Žalý